# Медресе Миён Хазрат
Медресе Миён Хазрат (Миён Ахад) (узб. Miyon Hazrat (Ahad) madrasasi) — медресе в Коканде (Узбекистан), воздвигнутое в конце XVIII века в эпоху правления узбекской династии Минг на средства представителя духовенства, переселившийся в Коканд из Пешавара, сановника Кокандского ханства — Миёна Ахада. В нём обучался известный узбекский писатель, поэт и сатирик — Мукими. Закрыто при Советской власти. В настоящее время является объектом туристического сервиса и показа, где расположен худжра-музей Мукими.
Памятник состоит из трёх дворов: два расположены по оси восток—запад, третий примыкает к ним с юга. Площади дворов: восточный — 35х20 метров; западный — 23х11 метров; южный — 32х26 метров. Все три по периметру обведены худжрами.
Главный вход в медресе, отмеченный портально-купольным пештаком без изразцовой облицовки, установлен в западной части южного двора. Здесь же находятся мечеть (в южной части) и небольшой минарет (в юго-восточном углу). Помещение бывшей учебной аудитории (дарсхана) находится в западной части западного двора. В восточной части восточного двора когда-то возвышался ныне утраченный айван.
Архитектурный памятник входит в «Национальный перечень объектов недвижимости материального культурного наследия Узбекистана».